# سالبادور ميرا
سالبادور ميرا (بالإسبانية: Salvador Mira) هو منافس ألعاب قوى سلفادوري، ولد في 23 أغسطس 1984 في Mejicanos ‏ في السلفادور.

## وصلات خارجية
- سالبادور ميرا على موقع الاتحاد الدولي لألعاب القوى (الإنجليزية)
- سالبادور ميرا على موقع أوليمبيديا (الإنجليزية)